# Gordianus III
Marcus Antonius Gordianus Pius (225 - 11 februari 244), in het Nederlands beter bekend als Gordianus III, was een Romeins keizer van 238 tot 244. Hij werd tot keizer gekroond op 13-jarige leeftijd nadat zijn voorgangers Balbinus en Pupienus omgebracht waren. Hij was de zoon van Antonia Gordiana, die de dochter was van Gordianus I en zus van Gordianus II. De naam van zijn vader is onbekend. Sommige bronnen melden dat zijn eigen naam ook onbekend is, omdat hij bekend is onder de naam die hij in 238 van zijn grootvader overnam. Onder invloed van zijn schoonvader en raadgever Thimestus werd hij bij zijn volk zeer geliefd. Gordianus III huwde met Furia Sabinia Tranquillina.
Het lukte hem om de grenzen van het Romeinse rijk veilig te stellen, een opstand in Afrika neer te slaan, en de Goten en Sarmaten te paaien. In 241 viel Sjapoer I, de nieuwe koning der Sassaniden, de Romeinse provincies Mesopotamia en Syria binnen. De opmars van de Sassaniden kon worden gestuit in de Slag bij Rhesaina (243). De Romeinen drongen de Sassaniden terug tot aan Ctesiphon, maar verloren de Slag bij Misiche (244). 
Tijdens deze Romeins-Sassanidische oorlog stierven Thimestus en Gordianus. De opvolger van Thimestus en Gordianus, Marcus Iulius Philippus Arabs ('de Arabier') was mogelijkerwijs verantwoordelijk voor hun dood. Oude bronnen zijn het niet eens over de doodsoorzaak van Gordian. Volgens Augusta en Zosimos stierf Gordianus voordat hij Perzië kon bereiken, Eutropius, Festus, Hiëronymus en Orosius sommen zijn overwinningen op en melden dat de keizer op de terugweg werd vermoord. 
Volgens de Epitome de Caesaribus werd Gordianus vlak voor Ctesiphon vermoord. Volgens Johannes Zonaras brak hij zijn dijbeen en stierf. Volgens het overlijdensbericht van koning Sapori (Res Gestae Divi Saporis) dat in Mesopotamië is gevonden, stierf Gordianus in de strijd.

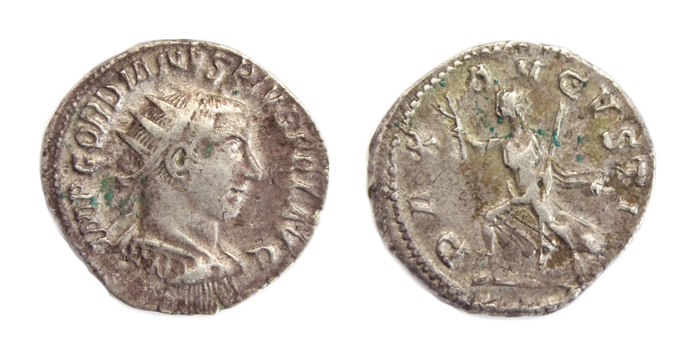
AR Antoninianus met portret van Gordianus III, geslagen Antiochië 243-244 nChr.
Pax Augusta op de keerzijde.

## Voetnoot
1. ↑  Dit was een dochter van Marcus Antonius Gordianus Sempronianus Romanus (Gordianus I). De Historia Augusta (Gordianus III 4.2.) geeft de naam Maecia Faustina, die gerust naar het rijk der fabelen mag worden verwezen.